# Коронел Суарез
Коронел Суарез (шп. Coronel Suárez) је град у Аргентини у покрајини Буенос Ајрес. Према процени, у граду је 2005. живело 293.808 становника.